# Fluier
Een fluier is een lange (ca. 80 cm) Roemeense blokfluit (het woord fluier betekent ook gewoon fluit in het Roemeens). Bijzonder aan de fluier is het beperkte aantal vingergaten: 4 voor de linkerhand en twee voor de rechter, die ook nog eens niet aansluiten. Dit heeft onder meer tot gevolg dat er 'gaten' in de mogelijk te spelen toonladders voorkomen, die doorgaans niet met hulpgrepen zijn te compenseren. De fluier laat zich bijzonder makkelijk overblazen tot wel 6 keer waarmee de 'gaten' in de toonladder voor het laagste octaven gecompenseerd worden.
De constructie van de fluit nodigt als het ware uit tot bepaalde melodielijnen die bijzonder makkelijk liggen op de fluier die dan ook in de Roemeense volksmuziek terug zijn te horen zoals in Mindrele.